# Rancieïta
La rancieïta és un mineral de la classe dels òxids, que pertany al grup de la birnessita. Rep el seu nom de la mina Le Rancié, a la localitat de Sem, a França, on va ser descoberta.

## Característiques
La rancieïta és un òxid de fórmula química (Ca,Mn2+)0.2(Mn4+,Mn3+)O₂·0,6H₂O. Cristal·litza en el sistema trigonal. La seva duresa a l'escala de Mohs es troba entre 2,5 i 3. És un mineral isostructural amb la birnessita i la takanelita. Amb aquesta darrera espècie, de la qual és el seu anàleg amb calci, forma una sèrie de solució sòlida. Es pot confondre amb la todorokita, però les dades de raigs X ajuden a la seva identificació.
Segons la classificació de Nickel-Strunz, la rancieïta pertany a «04.FL: Hidròxids (sense V o U), amb H2O+-(OH); làmines d'octaedres que comparetixen angles» juntament amb els següents minerals: trebeurdenita, woodallita, iowaïta, jamborita, meixnerita, fougerita, hidrocalumita, kuzelita, aurorita, calcofanita, ernienickelita, jianshuiïta, woodruffita, asbolana, buserita, takanelita, birnessita, cianciul·liïta, jensenita, leisingita, akdalaïta, cafetita, mourita i deloryita.

## Formació i jaciments
Va ser descoberta a la mina Le Rancié, a Sem, Vic de Sòs, al departament de l'Arieja (Occitània, França). Als territoris de parla catalana ha estat descrita als següents municipis del departament dels Pirineus Orientals, a la Catalunya Nord: Cornellà de Conflent, Cortsaví, Escaró, Espirà de l'Aglí, Oms i Prats de Molló i la Presta, així com al massís del Canigó. A Catalunya se n'ha trobat a El Molar (Priorat, Tarragona) i a Bruguers (Gavà, Barcelona).